# Прыжки с трамплина на зимних Олимпийских играх 1952
Соревнования по прыжкам с трамплина на зимних Олимпийских играх 1952 года прошли 24 февраля на лыжном трамплине в Хольменколлене.

## Общий медальный зачёт
| Место | Страна   | Золото | Серебро | Бронза | Всего |
| ----- | -------- | ------ | ------- | ------ | ----- |
| 1     | Норвегия | 1      | 1       | 0      | 2     |
| 2     | Швеция   | 0      | 0       | 1      | 1     |
| Всего | Всего    | 1      | 1       | 1      | 3     |

## Медалисты
| Вид  | Золото                   | Серебро                      | Бронза                 |
| ---- | ------------------------ | ---------------------------- | ---------------------- |
| К-72 | Арнфинн Бергман Норвегия | Турбьёрн Фалькангер Норвегия | Карл Хольмстрём Швеция |